# Stefan Włudyka

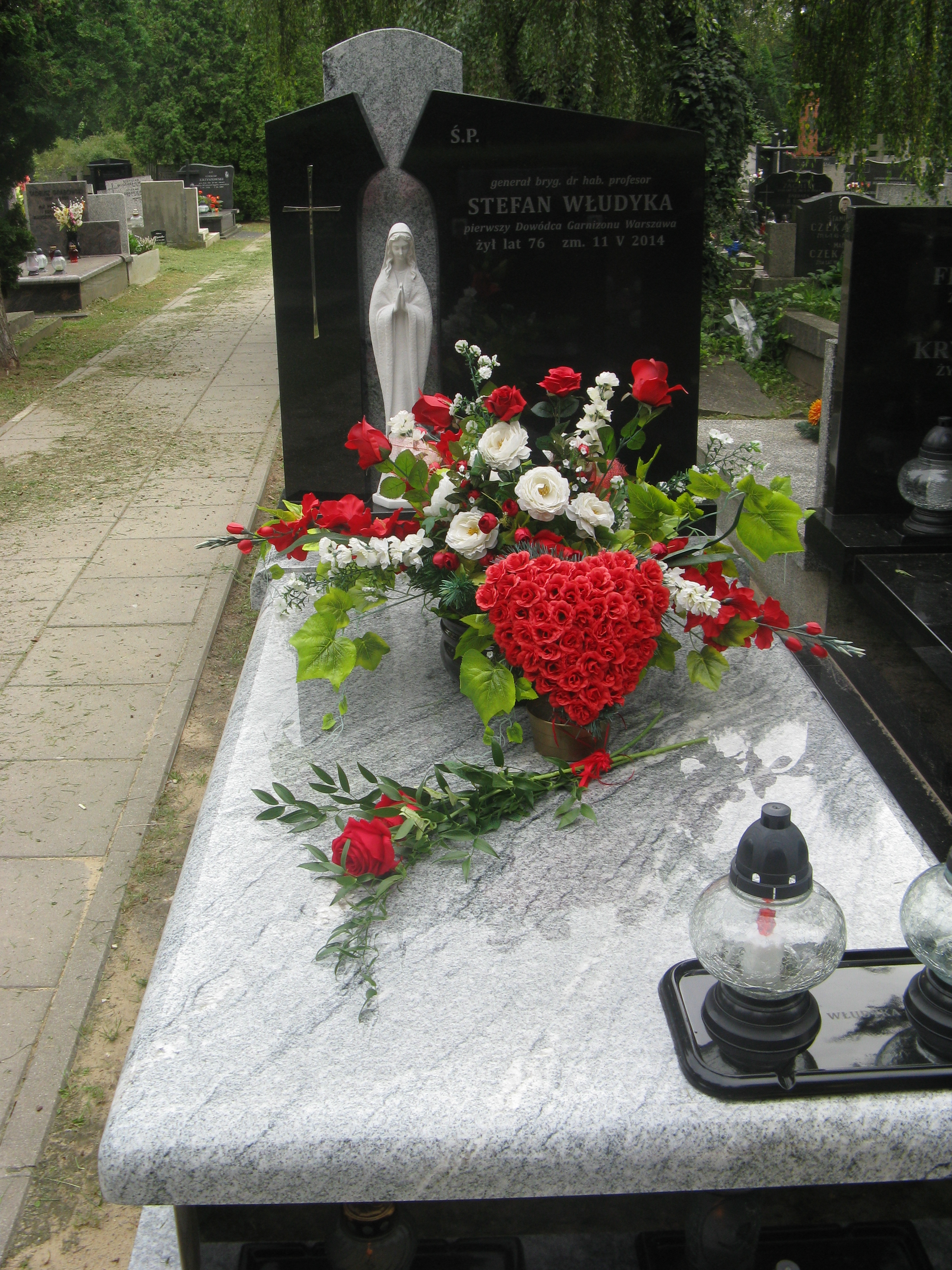
Grób gen. brygady WP Stefana Włudyki na Cmentarzu Wojskowym na Powązkach

Stefan Włudyka (ur. 9 kwietnia 1938 w Montigny-en-Gohelle we Francji, zm. 11 maja 2014) – generał brygady Wojska Polskiego, profesor nadzwyczajny doktor habilitowany Wojskowej Akademii Technicznej im. Jarosława Dąbrowskiego w Warszawie.
Do Polski przybył z matką w 1944 r. Był absolwentem Oficerskiej Szkoły Wojsk Inżynieryjnych im. gen. J. Jasińskiego we Wrocławiu (1959), Akademii Sztabu Generalnego WP im. gen. broni Karola Świerczewskiego w Warszawie–Rembertowie (1972) i Wojskowej Akademii Sztabu Generalnego Sił Zbrojnych ZSRR im. K.J. Woroszyłowa (1980). Pastował funkcję między innymi dowódcy 9 Pomorskiego pułku pontonowego w Chełmnie, szefa sztabu 4 Łużyckiej Brygady Saperów w Gorzowie Wielkopolskim, a od 1991 r., dowódcy Zgrupowania Jednostek Zabezpieczenia MON. W okresie od 1 sierpnia 1995 r., do 12 lutego 1998 r., by pierwszym szefem Dowództwa Garnizonu Warszawskiego.
Pochowany został na Cmentarzu Wojskowym na Powązkach w Warszawie (kwatera FIII-11-1).

## Wybrane odznaczenia
- Krzyż Kawalerski Orderu Odrodzenia Polski
- Złoty Krzyż Zasługi
- Srebrny Krzyż Zasługi